# 哈萨克斯坦议会
哈萨克斯坦共和国议会是哈萨克斯坦的国家立法机关。哈萨克斯坦议会为两院制，由参议院（上议院）和马日利斯（下议院）组成，两院同为常设机构。议员实行职业化。

## 哈萨克斯坦议会的变革
哈萨克斯坦议会取代了原本的单院制最高议会（最高苏维埃），后者最早根据1937年哈萨克苏维埃社会主义共和国宪法成立，随后根据1978年哈萨克苏维埃社会主义共和国宪法和1993年哈萨克斯坦共和国宪法进行了重组。在其存在期间，最高议会曾选举产生过13次。
1990年代初，哈萨克斯坦总统努尔苏丹·纳扎尔巴耶夫与最高议会的议员们之间开始出现分歧。当时，大多数议员并未在议会中长期工作过，而是将其与本职工作兼任，纳扎尔巴耶夫则主张议会应该成为一个专业化的机构。最高议会的第十二届议员们常常做出一些没有财政支持的决策，批准了许多没有资金来源的支付方案，导致社会福利支出产生了巨大的财政赤字。哈萨克斯坦第一任总统在其回忆录《我的一生：从依赖到自由》中写道：
“没用的法律会损害国家形象。在议会大楼外，常常有群众聚集抗议。有几次抗议者甚至宣告绝食。议员们会走出来，摊开手说：‘我们有什么责任？我们已经通过了明确规定此事的法律，要求政府执行这些法律。’说完这些，他们又回到自己的办公室。正是在那个时候，议会通过了许多不合时宜的法律，比如奶牛工人和拖拉机手45岁就可以退休。当然，奶牛工人和拖拉机手的工作是既艰辛又值得尊敬的，但如果继续这么下去，我们哪里来的钱支付他们的养老金呢？在经济还没有得到适当发展的情况下，在国库空空如也，无法支付养老金和工资的情况下，这样的法律弊大于利……后来，议员们自己也意识到，这种“慷慨”目前并不合适，因此相关法律中不合理的条款也被撤销了。”
第十二届最高议会的主要任务之一是通过哈萨克斯坦独立后的第一部宪法。在议会内部，关于宪法的讨论异常激烈。尤其是关于设立两院制议会的提议和解散议会的条款未能通过。1993年1月28日，最高议会通过了哈萨克斯坦宪法，设立了单院制议会。最高议会第十二届议长谢里克博尔森·阿布季尔金（Serikbolsyn Abdildin），他决定实施独立于总统的政策。然而，和邻国俄罗斯不同，尽管俄罗斯经历了宪政危机，并发生了血腥冲突，但哈萨克斯坦的局势最终以议会的自我解散而告一段落。
当时纳扎尔巴耶夫总统表示议会阻碍了改革的进程，一些议员也公开提出了解散所有委员会的必要性。1993年11月16日，阿拉套区（阿拉木图市）区议会向所有级别的议员发出了呼吁，认为各级委员会已成为了“前政权的代名词”：
“委员会在很大程度上仍是旧制度和旧意识形态的象征。旧法律框架缺乏创新，使得代表制度的运作与现实脱节，议员们对自己的工作也逐渐失去了积极性，委员会与民众的生活越来越远。其最大的问题在于，委员会的权力模式已经彻底过时，根本无法适应当今的现实。这并不是议员们的错，而是现行模式本身的根本缺陷。”
各级议会的议员，包括最高议会的议员，开始纷纷辞去职务。不到一个半月，哈萨克斯坦全国的委员会系统几乎自行解散，超过25%的议员放弃了他们的职务。1993年12月，最高议会召开会议，决定自我解散，并将所有权力在新一轮选举前已交总统。此举引发了一些批评，有部分人指责总统是这一决定的幕后推手。例如，最高议会议员柳德米拉·菲拉列托娃公开声明，认为解散议会的决定是总统所为，但后来她也为此言论道了歉。阿拉木图市市长扎曼别克·努尔卡季洛夫（Zamanbek Nurbadilov）在一次采访中宣称，解散议会的提议实际上是他提出的：
“当时，我要求市政府法务部的负责人扎吉帕·巴利耶娃（Zagipa Balieva）呈上所有与最高议会有关的法律文件。我们查看这些文件时，我突然想起了苏共党章，里面说党的基础是基层组织。按照这个类比，最高议会的基础就应该是基层代表机关。于是我开始从阿拉套区议会开始实施。第二天，又有七个区议会和市议会宣布解散。随后，卡拉干達市也跟进了这一做法，之后这一进程蔓延到了全国。”
1994年3月7日，举行了新的议会选举，产生了177名职业议员。获得最多票数的政党包括：人民团结联盟（32票）、哈萨克斯坦人民大会（22票）、哈萨克斯坦社会主义党（12票）和工会联合会（12票）。最高议会议长由作家阿比什·凯基尔巴耶夫（Abish Kekilbayev）担任。最高议会第十三届的会议讨论非常激烈，结果在一年内，议会仅通过了7部法律。记者塔季扬娜·克维亚特科夫斯卡娅（Tatiana Kvyatkovskaya）在《哈萨克斯坦真理报》上发表了一篇文章，指出在阿拉木图市的阿布拉伊汗选区违反了选举法的要求。克维亚特科夫斯卡娅曾在该选区参选，但未能当选。她的投诉经过长时间审理，最终宪法法院裁定中央选举委员会的做法违宪，超出了其权限。而宪法法院的补充意见中指出，议会与宪法不符。
1995年3月11日，总统纳扎尔巴耶夫签署了《关于执行宪法法院裁定的相关措施》的法令，根据该法令，议会被宣布解散。